# 田长华
田长华（1915年11月—2008年5月29日），四川省安岳县人。中国人民解放军将领。

## 生平
1935年，参加中国工农红军。1937年，担任红四方面军第四军军部中央警卫营战士。抗日战争期间，调新四军工作，曾任陈毅、叶挺的警卫员。1939年，任新四军教导总队二大队六队队长。1944年起，先后任新四军军部特务团三营营长，新四军兼山东军区警卫四旅八团副团长，华东野战军第九纵队二十六师七十七团副团长，华东军政大学一团团长兼政治委员，华东军政大学二总队教务处处长。
中华人民共和国成立后，历任南京高级步兵学校战术教授会副主任，洛阳步兵学校副校长。1969年，任济南军区工程兵副主任。2008年去世。